# Kim Gwang-guk
Kim Gwang-guk (coreano: 김광국; 13 agosto 1987) è un pallavolista sudcoreano.
Gioca nel ruolo di palleggiatore nel Woori WON.

## Carriera
La carriera di Kim Gwang-guk inizia nei tornei scolastici sudcoreani, giocando per la Jinju Dongmyung High School, prima di partecipare ai tornei universitari con la Sungkyunkwan University. Nella stagione 2009-10 fa il suo ingresso nella pallavolo professionistica, debuttando in V-League selezionato come terza scelta del primo turno del draft dai Woori Capital Dream 6, dove continua a militare per le successive quattro annate, durante le quali il club cambia due volte denominazione; nel 2013 inoltre debutta nella nazionale sudcoreana in occasione della World League.
Nel campionato 2013-14 passa al neonato Woori Card Hansae, col quale vince la Coppa KOVO 2015.

## Palmarès

### Club
- Coppa KOVO: 1

2015

### Premi individuali
- 2017 - V-League: Miglior palleggiatore